# الإمبراطور يورياكو
الإمبراطور يورياكو (باليابانية: 雄略天皇 يورياكو تينو) هو الإمبراطور الحادي والعشرون في اليابان حسب قائمة أباطرة اليابان. لا يوجد أي تواريخ محددة عن فترة حياته أو حكمه. ولكن يعتقد أن فترة حكمه كانت في أواخر القرن الخامس الميلادي.